# Крезанси
Крезанси́ (фр. Crézancy) — коммуна во Франции, находится в регионе Пикардия. Департамент коммуны — Эна. Входит в состав кантона Эссом-сюр-Марн. Округ коммуны — Шато-Тьерри.
Код INSEE коммуны — 02239.

## Население
Население коммуны на 2010 год составляло 1110 человек.
| 1962 | 1968 | 1975 | 1982 | 1990 | 1999 | 2010 |
| ---- | ---- | ---- | ---- | ---- | ---- | ---- |
| 763  | 837  | 970  | 1005 | 1033 | 1069 | 1110 |

## Экономика
В 2010 году среди 727 человек трудоспособного возраста (15—64 лет) 542 были экономически активными, 185 — неактивными (показатель активности — 74,6 %, в 1999 году было 69,5 %). Из 542 активных жителей работали 468 человек (252 мужчины и 216 женщин), безработных было 74 (28 мужчин и 46 женщин). Среди 185 неактивных 73 человека были учениками или студентами, 49 — пенсионерами, 63 были неактивными по другим причинам.